# Ella Vogelaar
Catharina Pieternella "Ella" Vogelaar (23 décembre 1949 - 7 octobre 2019) est une femme politique néerlandaise du Parti travailliste (PvdA) et dirigeante syndicale.

## Carrière politique
Après avoir obtenu son diplôme de la HBS de Zierikzee, elle fréquente l'académie sociale de Driebergen entre 1967 et 1972. Durant cette période, Vogelaar est militante du Parti communiste des Pays-Bas (CPN). En 1972, elle commence à travailler comme animatrice de jeunesse. Au milieu des années 1980, elle travaille pour le syndicat de l'éducation et étudie les sciences de l'éducation à l'Université d'Amsterdam, se spécialisant dans la politique et le droit de l'éducation. En 1987, elle est diplômée de l'Université d'Amsterdam et en 1988, elle devient présidente du Syndicat de l'éducation. Durant son mandat de présidente, elle prépare la fusion entre le syndicat social-démocrate de l'éducation ABOP et le syndicat libéral de l'éducation NGLOA. En 1994, elle devient vice-présidente de la Fédération du mouvement ouvrier néerlandais et, à ce titre, elle est membre du Conseil économique et social et de la Fondation du travail. Entre 1997 et 2000, elle est cheffe de projet au ministère des Affaires sociales et de l'Emploi. A partir de 2000, Vogelaar travaille comme conseillère indépendante et gestionnaire intérimaire. À ce titre, elle coordonne le projet de groupe de travail sur l'intégration au ministère de l'Intérieur. Elle conseille des gouvernements, des organisations et des entreprises en matière de politique de l’emploi, de sécurité sociale, d’éducation et d’intégration. Elle fait également partie du conseil d'administration de VNO-NCW, la plus grande fédération d'employeurs néerlandaise.
Elle fait partie du conseil consultatif et du conseil d'administration de plusieurs entreprises, notamment l'Agence municipale des transports d'Amsterdam, le port de Rotterdam et Unilever. Elle siège au conseil d'administration de la Nederlands-Vlaamse Accreditatie Organisatie, qui contrôle la qualité des universités néerlandaises et flamandes, et au conseil d'administration du Centre néerlandais pour les étrangers. De 2004 à 2007, elle est présidente d’Oxfam Novib, la plus grande organisation néerlandaise de développement international.
Le 13 novembre 2008, elle démissionne de son poste de ministre de l'Intégration et du Logement après que la direction du parti lui ait retiré sa confiance en raison des critiques croissantes concernant sa présence médiatique.
Le 7 octobre 2019, Vogelaar meurt à l'âge de 69 ans. Elle s'est suicidée après avoir lutté contre la dépression.